# Добровольский, Андрей Андреевич
Андрей Андреевич Добровольский (1853 — после 1917) — обер-прокурор Судебного департамента Правительствующего Сената, сенатор.

## Биография
Происходил из потомственных дворян. Родился 15 (27) сентября 1853 года
В 1873 году окончил Императорское училище правоведения с чином X класса и поступил на службу в 4-й департамент Правительствующего Сената, где в 1881 году был назначен обер-секретарем.
В 1884 году был назначен делопроизводителем Государственной канцелярии, для занятий в Особом при Государственном совете присутствии для рассмотрения всеподданнейших жалоб на определения департаментов Правительствующего Сената.
С 1889 года — член Санкт-Петербургской судебной палаты. В 1891 году участвовал в работах комиссии для пересмотра законов о судопроизводстве в Сибири, а затем, по ордерам министра, производил ревизию Санкт-Петербургского коммерческого суда и Митавского съезда мировых судей.
В 1901 году был назначен товарищем обер-прокурора Судебного департамента Правительствующего Сената, а в 1906 году — членом Консультации при Министерстве юстиции. С 1908 года был обер-прокурором Судебного департамента Сената; 1 января 1910 года произведён в тайные советники.
В феврале 1910 года, по ордеру министра юстиции, назначен членом Особого совещания для обсуждения проекта гражданского уложения. С 11 марта 1911 года назначен сенатором, присутствующим в Гражданском кассационном департаменте.
Судьба после 1917 года неизвестна.

## Награды
- орден Святой Анны 3-й ст. (1880)
- орден Святого Владимира 4-й ст. (1884)
- орден Святого Станислава 1-й ст. (1900)
- орден Святой Анны 1-й ст. (1908)
- орден Святого Владимира 2-й ст. (1911)
- орден Белого Орла (1914)

## Семья
Был дважды женат.
Со 2 июня 1878 года был женат на дочери тайного советника Ольге Семёновне Лихониной (01.10.1856—20.03.1892). Их дети:
- Елизавета (1879—?)
- Ольга (1880—?)
- Владимир (1884—?), окончил гимназию Карла Мая (1902) и поступил в Санкт-Петербургский политехнический институт (1905).

Вторым браком, с 20 августа 1895 года был женат на дочери норвежского подданного Анне Алексеевне Хольмстен (1856—?). Их дочь:
- Елена (1896—?)